# John Johnson (compositeur)
Pour les articles homonymes, voir Johnson et John Johnson.
Œuvres principales
A Paven to delight, The Galliard to delighte, Quadro Paven, Omnino Galliard, Passingmeasures Pavin
John Johnson est un compositeur et luthiste anglais de la fin de la Renaissance, actif durant le règne de la reine Élisabeth Ire d'Angleterre, au XVIe siècle.
Il est, après Anthony de Countie, l'un des principaux luthistes de l'ère élisabéthaine, et le père du luthiste Robert Johnson (1583 - 1633).

## Biographie
John Johnson est probablement né au milieu, ou juste avant le milieu du XVIe siècle. Il termine son apprentissage avant 1570 et travaille ensuite pour un haut personnage, probablement Robert Dudley, comte de Leicester.
La cour élisabéthaine compte de nombreux musiciens durant les années 1550, 1560 et 1570, mais parmi eux ne figure qu'un seul luthiste, Anthony de Countie, employé à la cour de 1550 à 1579. À la mort d'Anthony de Countie en 1579, John Johnson est engagé pour le remplacer comme royal lewter (luthiste royal),, grâce à l'appui du comte de Leicester.
Durant ses 44 ans de règne, la reine Élisabeth apporte très peu de changements aux ensembles musicaux employés à la cour : le seul changement significatif est la création à la fin des années 1580 d'un consort de luths regroupant John Johnson, Mathias Mason et Walter Pierce.
En 1588, John Case mentionne Johnson dans son ouvrage Apologia musices comme un musicien honoré, aux côtés de Byrd, Bull, Morley et Dowland : le succès de sa musique, mesuré à l'aune du nombre de manuscrits par lesquels elle circule et du nombre d'airs populaires associés à son nom, n'a d'égal que celui de Dowland.
John Johnson reste à la cour élisabéthaine jusqu'à sa mort en 1594.
Après son décès, John Dowland postule pour lui succéder en tant que luthiste de la reine Élisabeth : il n'est pas accepté et part alors pour l'Allemagne puis l'Italie. 
La place de luthiste royal est occupée temporairement par Edward Collard en 1598-1599 avant d'échoir à son fils Robert Johnson en 1604.

## Répertoire
La musique de John Johnson révèle une personnalité immensément inventive et une haute conception de l'instrument.
Il utilise dans sa musique pour luth beaucoup de danses traditionnelles, comme la pavane, la galliarde et l'allemande,.
Sa production comprend des œuvres pour luth seul, des duos de luth et de la musique de chambre pour deux luths, l'un aigu et l'autre basse.
Sa pièce la plus populaire, A Paven to delight, figure dans pas moins de trente-six manuscrits, dans des versions pour luth seul, duo de luths, consort brisé, clavier ou cistre.

## Discographie
- Paul O'Dette
  - The Royal Lewters - Harmonia Mundi 2002

- Christopher Wilson et Shirley Rumsey
  - Lute Music de John Johnson - Naxos 2003[9]